# Kunitaka Sueoka
Kunitaka Sueoka (Prefectura d'Hiroshima, 1 de febrer de 1917) és un futbolista japonès que disputà un partit amb la selecció japonesa.